# Tamias umbrinus
Tamias umbrinus är en däggdjursart som beskrevs av J. A. Allen 1890. Den ingår i släktet jordekorrar och familjen ekorrar.

## Beskrivning
Som hos alla jordekorrar har pälsen har en gråbrun grundfärg. De fem mörka ryggstrimmorna är emellertid bruna, inte svarta som hos de flesta andra arter i släktet. De omges av smalare, vita strimmor. Inte heller mittstrimman är helt svart, utan snarare mörkbrun. Buksidan är vitaktig. Liksom andra jordekorrar har arten kraftiga kindpåsar, som den kan lagra mat i. Kroppslängden ligger mellan 21 och 24 cm, och vikten mellan 51 och 74 g. Hanen är något mindre än honan.

## Ekologi
Tamias umbrinus lever i barrskog (främst granar, Douglasgran, contortatall och tallar) på höjder mellan 2 000 och 3 400 m. Arten lever framför allt i håligheter i träden, men kan även gräva ut gömslen bakom klippor och buskar. Den uppehåller sig gärna nära nedfallna trädstammar, timmer och buskage.

### Föda och predation
Födan består främst av frukt, frön från barrträd, lönn och virginiahägg samt enbär. Uppgrävd svamp utgör även en betydelsefull del av dieten. Undantagsvis kan arten ta skott, pollen, insektslarver och fågelägg. As kan även förekomma som föda. Under hösten lagrar den frön och bär i gömslen. Till skillnad från övriga jordekorrar nöjer den sig inte med sparade förråd under vintersömnen, utan äter sig även feta under hösten.
Tamias umbrinus utgör själv byte för många rovdjur, som vesslor, prärievarg, rödräv, ökenkatträv, gråräv, rödlo och hökartade rovfåglar.

### Vintersömn
Arten sover vintersömn i snötäckta områden, men vinterdvalan är inte särskilt djup; varma dagar kan den lämna gömslet. Det förekommer också att den vaknar till och äter av lagrad föda utan att lämna gömslet, innan den somnar igen.

### Fortplantning
Som andra jordekorrar parar den sig under våren, och får en kull om 4 till 5 outvecklade ungar efter ungefär en månad. Ungarna blir självständiga i mitten av juli till augusti.

## Utbredning
Arten förekommer i västra USA från östra Kalifornien och norra Arizona till norra Colorado, sydöstra och nordvästra Wyoming samt sydvästligaste Montana.

## Taxonomi
Inga underarter finns listade i Catalogue of Life. Wilson & Reeder däremot, skiljer mellan 7 underarter:
- Tamias u. umbrinus
- Tamias u. adsitus
- Tamias u. fremonti
- Tamias u. inyoensis
- Tamias u. montanus
- Tamias u. nevadensis
- Tamias u. sedulus

Vissa forskare anser, baserat på analys av mitokondrie-DNA, att arten bör placeras i ett eget släkte, Neotamias.

## Status
IUCN kategoriserar Tamias umbrinus globalt som livskraftig. Man konstaterar dock att artens utbredningsområde är mycket fragmenterat. Underarten Tamias u. nevadensis betraktas emellertid som akut hotad (CR).

## Video
- Tamias umbrinus i Capitol Reef nationalpark (Utah), 1993.